# Střítež (Boemia meridionale)
Střítež è un comune della Repubblica Ceca facente parte del distretto di Český Krumlov, in Boemia Meridionale.